# Richard van Oostenbrugge
Richard van Oostenbrugge (Leiden, 10 september 1975) is een Nederlandse kok en horecaondernemer. Hij is mede-eigenaar van onder andere de Amsterdamse sterrenrestaurants 212, De Juwelier en Bistro de la Mer en het in Singapore gevestigde sterrenrestaurant Table 65.

## Jeugd

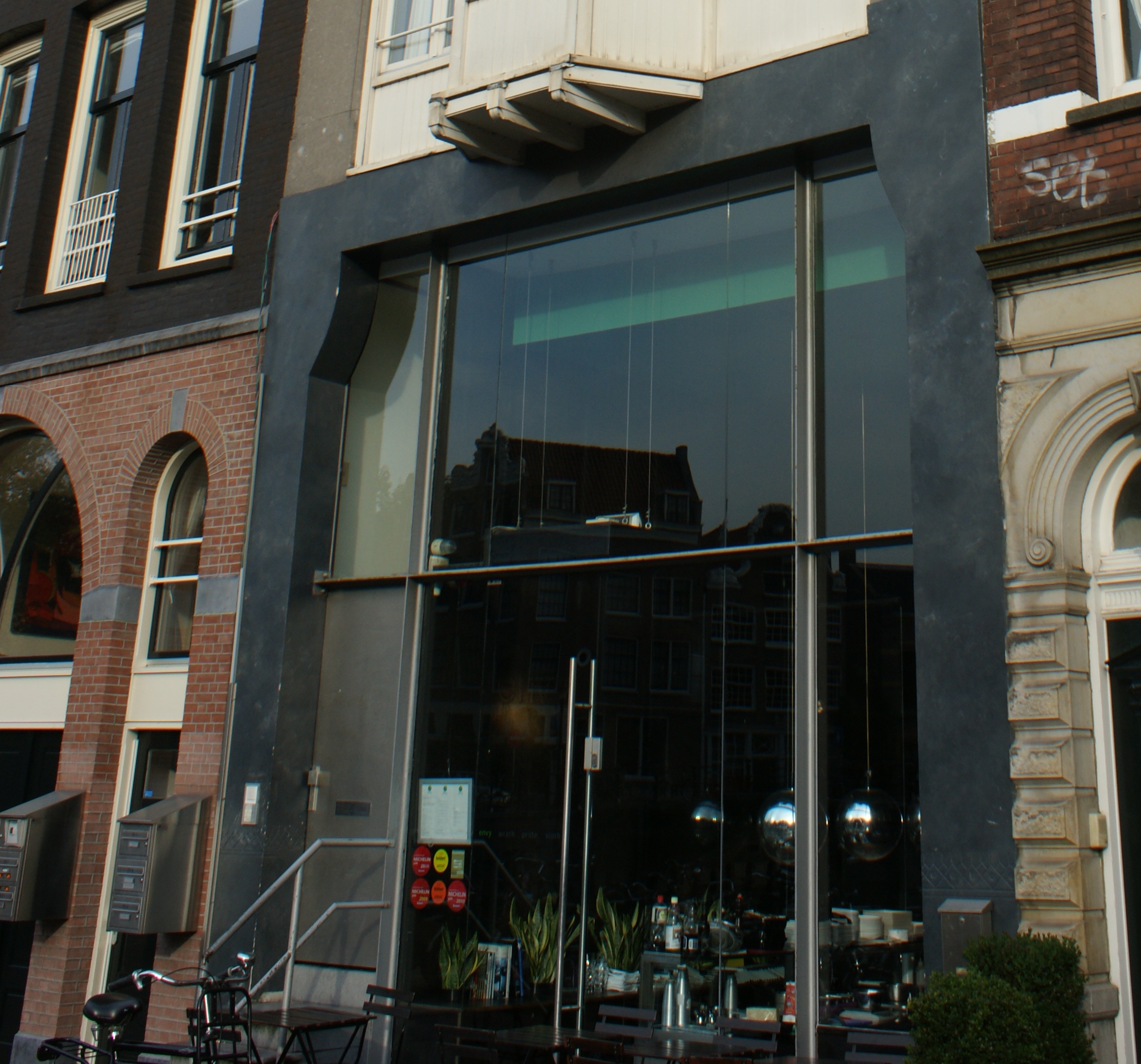
Restaurant Envy in Amsterdam, waar Van Oostenbrugge zijn latere compagnon Thomas Groot leerde kennen.

Van Oostenbrugge is geboren in Leiden en groeide op in Soest. Hij heeft twee jongere zussen. Zijn opa was slager en zijn vader was politieagent. Op 19-jarige leeftijd ontwikkelde hij zijn interesse voor koken. Richard van Oostenbrugge werkte toentertijd als afwasser in een klein restaurant in Soesterberg. Uiteindelijk motiveert zijn opa hem om meer met koken te gaan doen.
Hij volgt een koksopleiding. Na het afronden hiervan ging hij aan de slag als chef de partie in Grand Hotel Park in Gstaad, waar hij ruim twee jaar werkte. Toen hij terugkwam in Nederland ging Van Oostenbrugge aan de slag bij restaurant Envy in Amsterdam, hier leerde hij zijn latere compagnon Thomas Groot kennen.

## Bord'eau
Restaurant Bord'eau was onderdeel van Hotel de l'Europe in Amsterdam. Op de plaats waar vroeger Excelsior was gevestigd, een van de eerste restaurants in Nederland die in 1957 voor het eerst is onderscheiden met een ster. Van Oostenbrugge ging hier aan de slag in 2010. Hij transformeerde de zaak naar een nieuw concept en heropende de eetgelegenheid in 2012 onder de nieuwe naam Bord'eau. In 2013 ontving het de eerste Michelinster en een jaar later de tweede.
In 2014 ontving Richard van Oostenbrugge van GaultMillau de prijs Chef van het Jaar. Bij het restaurant leert hij zijn latere vrouw kennen, sommelier Daphne Oudshoorn. Op 31 december 2017 nam Van Oostenbrugge afscheid van de eetgelegenheid, hij werd opgevolgd door Bas van Kranen. Tegenwoordig is het met twee Michelinsterren onderscheiden restaurant Flore gevestigd op de locatie.

## Eigen restaurants

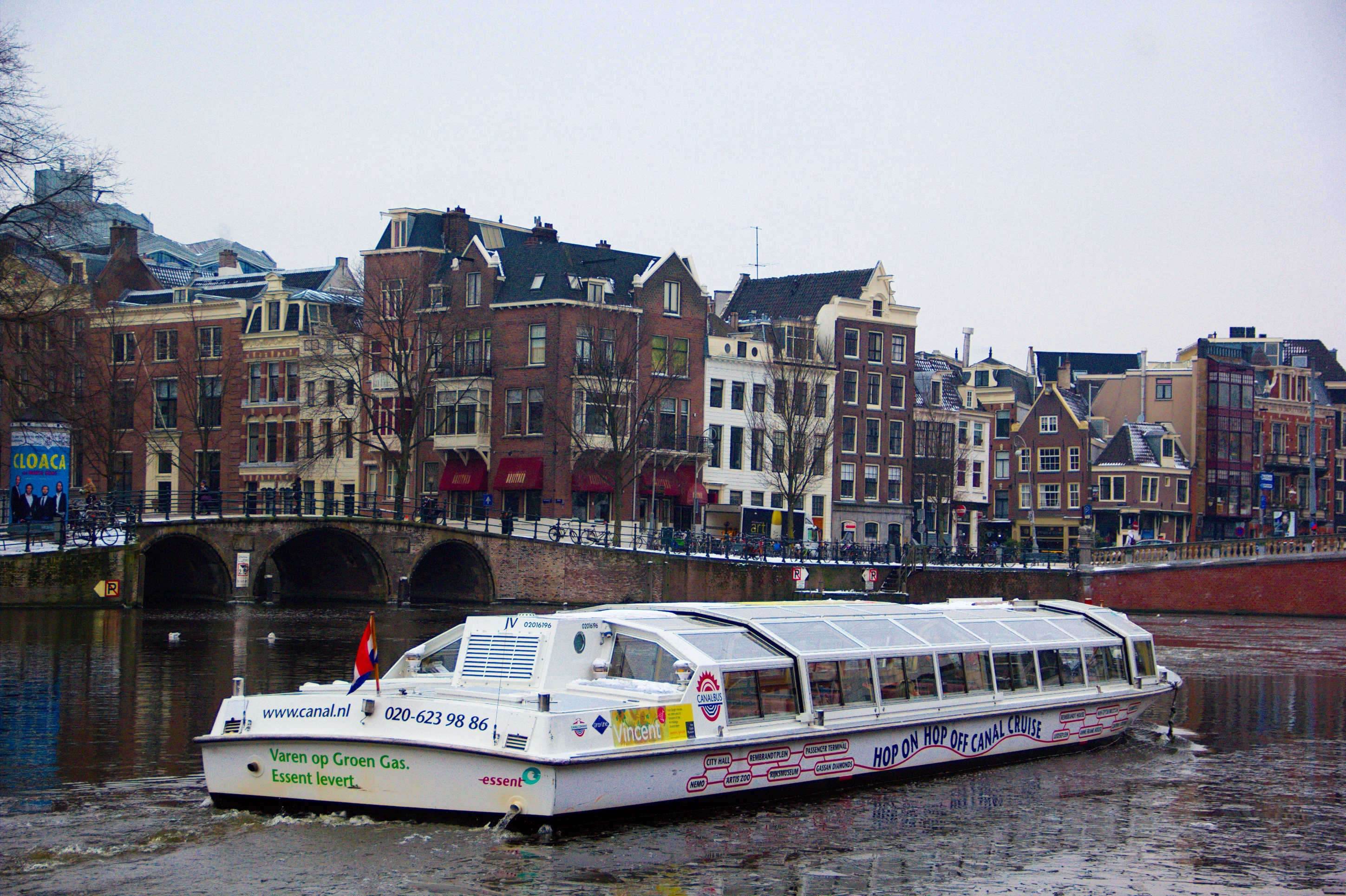
Het hoekpand waar restaurant 212 is gevestigd in 2013.

### 212
Op 8 januari 2018 opende Richard van Oostenbrugge samen met Thomas Groot restaurant 212 in Amsterdam. Vernoemd naar het huisnummer van het pand. Het pand, dat is gelegen op de hoek van de Amstel en de Herengracht, had Van Oostenbrugge al langer op het oog. Het concept van het restaurant is om 22 tot 24 gasten alles mee te laten krijgen van wat er gebeurt. Daarom staat er middenin het restaurant een grote open keuken en dineren de gasten daaromheen aan een bar. De echtgenote van Van Oostenbrugge: Daphne Oudshoorn ging mee vanuit Bord'Eau en werd sommelier van de zaak.
Tijdens de uitreiking van de Michelingids voor 2019 ontving 212 een Michelinster. De eetgelegenheid werd in 2023 onderscheiden met 18 van de 20 punten in de Franse GaultMillau-gids. De zaak hoort volgens de Nederlandse culinaire gids Lekker sinds de opening al bij de beste 100 restaurants van Nederland. Ze kwamen binnen op plaats 57, gingen daarna naar de 20ste plaats. In 2022 stond de zaak op plek 8 van beste eetgelegenheden van het land, het jaar daarna steeg 212 naar de vijfde plek. Op 29 maart 2021 kreeg de eetgelegenheid een tweede Michelinster van de Franse bandenfabrikant.

### Table 65
Tijdens een event van Michelin is Van Oostenbrugge gevraagd om een restaurant van Joël Robuchon over te nemen in Singapore. Het restaurant heet Table 65, vernoemd naar de landcode van het land. Van Oostenbrugge ontwikkelde het restaurant samen met compagnon Thomas Groot en collega's van Bord'eau en 212. Table 65 is gevestigd in Hotel Michael, op Sentosa Island. De eetgelegenheid opende op 31 december 2018 en werd in 2019 onderscheiden met een Michelinster.

### Restaurant Nultwintig
Het duo opende op 1 juli 2019 Restaurant Nultwintig in Willemstad op Curaçao. De zaak is gevestigd in een oud landhuis aan zee, dit gebouw is eigendom van de derde compagnon. De naam verwijst naar de roots van beide chefs in de Nederlandse hoofdstad. Het team werd opgeleid in 212. Het restaurant heeft veertig zitplaatsen in dezelfde setting als restaurant 212, rondom de keuken. Een half jaar na de opening is bekendgemaakt dat Richard van Oostenbrugge en Thomas Groot zijn gestopt met Restaurant Nultwintig. De samenwerking met de derde compagnon werkte niet goed volgens de verklaring. Het restaurant is blijven bestaan.

### De Juwelier
Op 1 juni 2021 opende Van Oostenbrugge samen met zijn compagnons De Juwelier. Deze zaak voert een Franse keuken en is gevestigd aan de Utrechtsestraat. Chef-kok Yoran Jacobi, die voorheen werkte in onder andere Table 65, is verantwoordelijk voor de culinaire leiding. Bij de uitreiking van de Michelinsterren voor 2022 werd de zaak onderscheiden met een ster. In 2023 kreeg de eetgelegenheid 15 van de maximaal te behalen 20 punten in de GaultMillau-gids. De Nederlandse gids Lekker plaatste het restaurant in 2023 op plaats 70 van de 100 beste restaurants in Nederland.

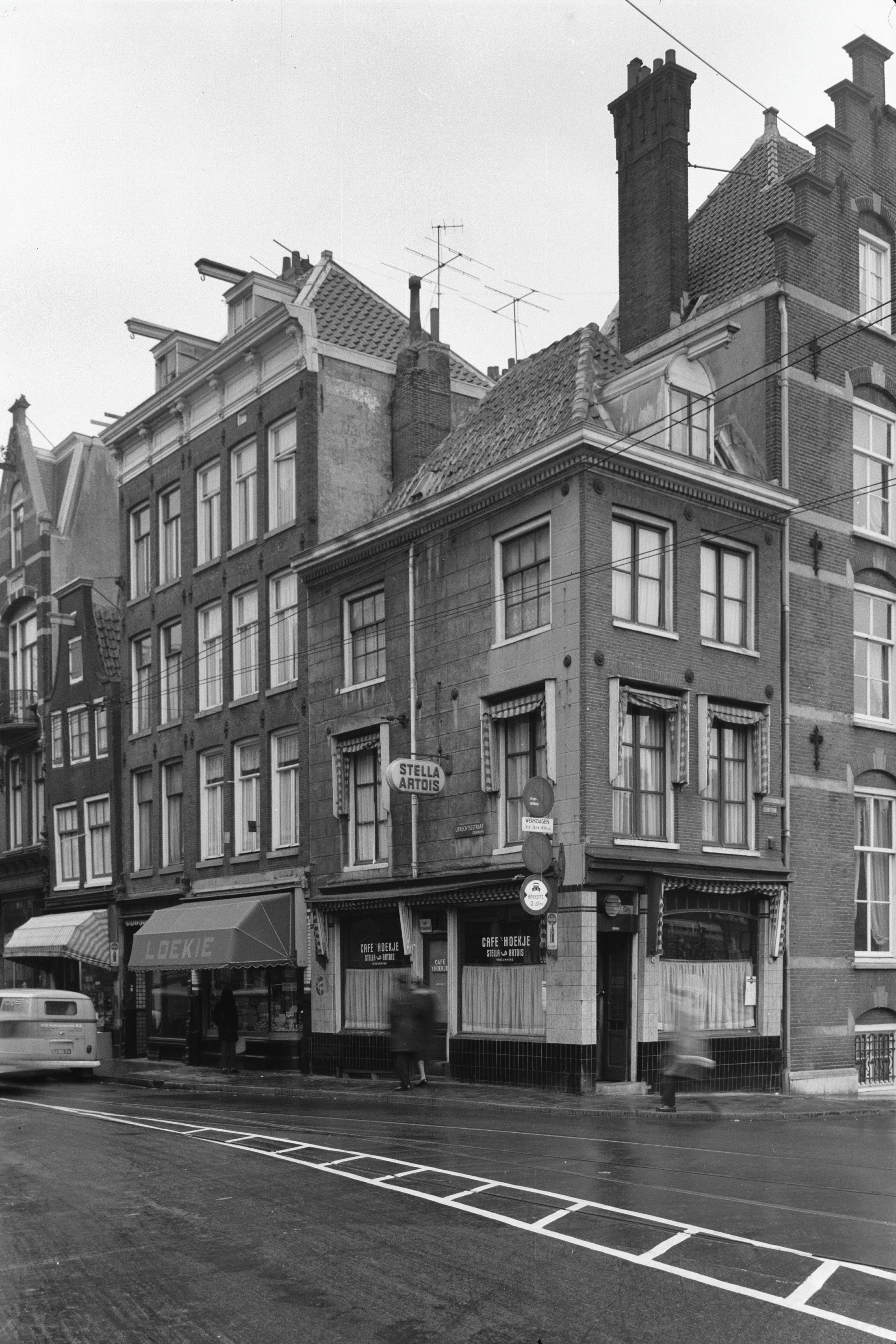
De locatie waar Bistro de la Mer is gevestigd in 1963.

### Bistro de la Mer
Het portfolio restaurants is op 4 maart 2022 uitgebreid met visrestaurant Bistro de la Mer. Op de nacht na de opening brak er brand uit in 212, waardoor de zaak ruim acht maanden gesloten is geweest. Bistro de la Mer is gelegen naast De Juwelier, ook aan de Utrechtsestraat in Amsterdam. De eetgelegenheid bestaat uit een lange bar waaraan de gasten zitten, achter de bar worden de gerechten bereid. In april 2023 bij de uitreiking van de Michelinsterren voor 2023, ontving Bistro de la Mer een ster. In hetzelfde jaar werd de eetgelegenheid onderscheiden met 14 van de maximaal te behalen 20 punten in de GaultMillau-gids.

### Restaurant De Mark
In juni 2023 opende na een renovatie van drie jaar, boetiekhotel De Durgerdam, in de gelijknamige plaats net boven Amsterdam. Het hotel dat is gelegen aan het IJmeer, heeft naast de 14 kamers een restaurant: De Mark. Richard van Oostenbrugge en Thomas Groot hebben de culinaire invulling van het restaurant voor hun rekening genomen. De chef-kok van het restaurant is Koen Marees. Hij deed ervaring op bij de met Michelinster onderscheiden restaurants Karel 5, Vinkeles en De Vrienden van Jacob.

## Privé
Richard van Oostenbrugge is getrouwd met sommelier Daphne Oudshoorn en heeft 2 kinderen.